# Challenge (zawody lotnicze)

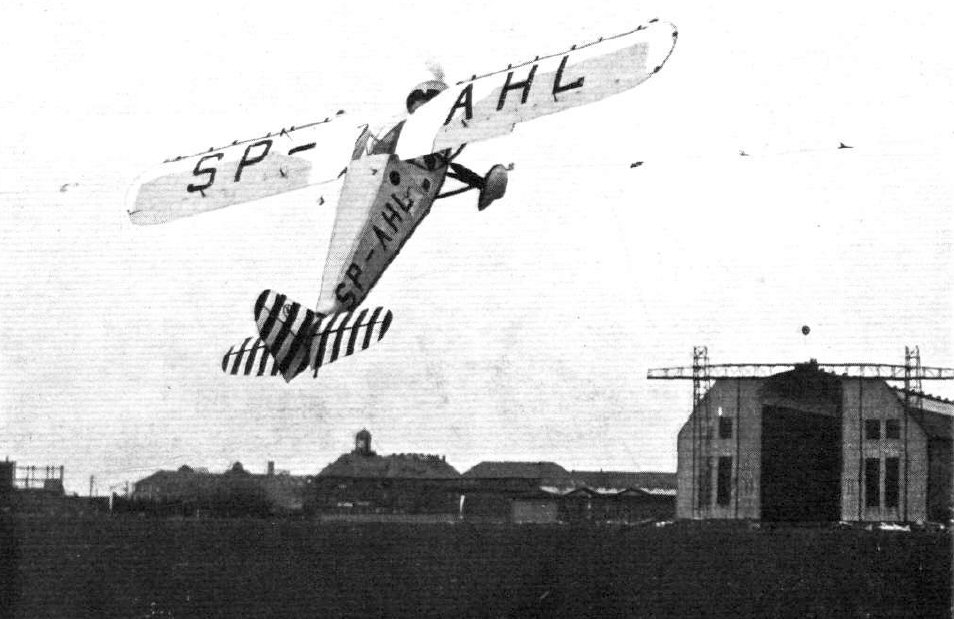
Challenge 1932

Challenge, pełna nazwa: Międzynarodowe Zawody Samolotów Turystycznych (fr. Challenge International de Tourisme) – międzynarodowa impreza organizowana przez Międzynarodową Federację Lotniczą (FAI) przed II wojną światową. Zawody te przewidziane były jako konkurs samolotów turystycznych. Stałym punktem zawodów Challenge był lot okrężny dookoła Europy. W pozostałych etapach m.in. oceniano poziom techniczny konstrukcji samolotów, przeprowadzano próby zużycia paliwa, próby szybkiego uruchomienia silnika, oceniano czas i sposób składania i rozkładania skrzydeł.

## Rozegrano cztery serie zawodów z cykluChallenge
- Challenge 1929
- Challenge 1930
- Challenge 1932
- Challenge 1934